# Premio de Manga Kōdansha
El Premio Kōdansha de Manga (講談社漫画賞 Kōdansha Manga Shō?) es un premio anual que se entrega a los mangas publicados con un año de antelación a la entrega del premio. El premio es auspiciado por Kōdansha. Actualmente hay cuatro categorías: Shōnen, Shōjo, General y Especial.

## Historia
A lo largo de los años ha habido tres versiones del Premio Kōdansha de Manga. La primera de ellas fue denominada Premio Kōdansha de Manga de Niños o Kōdansha jidō manga shō. Este premio fue uno de los tres que se crearon en 1960, para conmemorar el quincuagésimo aniversario de la Editorial Kōdansha. La última entrega de premios de esta versión fue en 1967.
Posteriormente, en 1970, para celebrar el sexagésimo aniversario de la editorial, el Premio pasó a denominarse Premio Cultural Kōdansha: Categoría manga de niños o Kōdansha shuppan bunka shō: Jidō manga bumon. La última entrega de premios de esta versión fue en 1976.
Finalmente, en 1977, el Premio adoptó el nombre por el cual es conocido en la actualidad: Kōdansha Manga Shō. En un principio, solo existían las categorías Shōnen y Shōjo. En 1982 se entregó el primer premio por categoría General, el cual era denominado Categoría Joven adulto/General hasta 1999. En 1985 se entregó el primer premio por categoría Especial. Desde el año 2003 al 2014 se otorgaba el premio por categoría Infantil, pero a partir del 2015 Kodansha integró las obras nominadas de esta categoría a las de Shōnen y Shōjo.

## Ganadores/as versiones anteriores

### Kōdansha jidō manga shō (Premio Kōdansha de Manga de Niños)
| Año  | Manga Ganador     | Autor/a                        | Revista                  | Editorial           |
| ---- | ----------------- | ------------------------------ | ------------------------ | ------------------- |
| 1960 | Bikkuru-kun       | Takemaru Nagata                | -                        | -                   |
| 1960 | Sportsman Kintarō | Hiroo Terada                   | -                        | -                   |
| 1961 | Bara iro no umi   | Jirō Tsunoda                   | "Nakayoshi"              | Kōdansha            |
| 1962 | 1,2,3,4,5 & Roku  | Tetsuya Chiba                  | "Shojo Club"             | Kōdansha            |
| 1963 | Shiiton dōbutsuki | Sanpei Shirato                 | "Shūeisha" "Sasuke"      | Shūeisha Shōgakukan |
| 1965 | Non non bā to ore | Shigeru Mizuki                 | "Shōnen magazine"        | Kōdansha            |
| 1966 | Myūtanto Sabu     | Shōtarō Ishinomori             | "Akita Shoten Sunday"    | Akita Shoten        |
| 1966 | Cyborg 009        | Shōtarō Ishinomori             | "Shonen King"            | Shōnen Gahōsha      |
| 1967 | Kyojin no hoshi   | Ikki Kajiwara, Noboru Kawasaki | "Weekly shonen magazine" | Kōdansha            |

### Kōdansha shuppan bunka shō: Jidō manga bumon (Premio Cultural Kōdansha: Categoría manga de niños)[3]
| Año  | Manga Ganador               | Autor/a                        |
| ---- | --------------------------- | ------------------------------ |
| 1970 | Hi no Tori                  | Osamu Tezuka                   |
| 1971 | Jiro ga yuku                | Masaki Mori                    |
| 1971 | Hamidashi yarō no komoriuta | Masaki Mori                    |
| 1972 | Otoko Oidon                 | Leiji Matsumoto                |
| 1973 | Yakyūkyō no uta             | Shinji Muzushima               |
| 1974 | Tsuri-kichi Sanpei          | Takao Yaguchi                  |
| 1975 | Ai to Makoto                | Ikki Kajiwara, Takumi Nagayasu |
| 1976 | Ore wa Teppei               | Tetsuya Chiba                  |

## Ganadores/as Kōdansha Manga Shō

#### 1977 - 1981
| Año  | Shōnen                              | Shōjo                                               |
| ---- | ----------------------------------- | --------------------------------------------------- |
| 1977 | Black Jack — Osamu Tezuka           | Haikara-san ga Tōru — Waki Yamato                   |
| 1977 | The Three-Eyed One — Osamu Tezuka   | Candy Candy — Kyōko Mizuki, Yumiko Igarashi         |
| 1978 | Football Hawk — Noboru Kawasaki     | 'Seito Shokun! — Yōko Shōji                         |
| 1979 | Tonda Couple — Kimio Yanagisawa     | Wata no Kuni Hoshi — Yumiko Ōshima                  |
| 1980 | Susa-no-O — Gō Nagai                | Lemon Report — Mayumi Yoshida                       |
| 1981 | Sanshirō of 1, 2 — Makoto Kobayashi | Ohayō! Spank — Shun'ichi Yukimuro, Shizue Takanashi |

#### 1982 - 1984
| Año  | Shōnen                            | Shōjo                                       | Joven adulto/ General                  |
| ---- | --------------------------------- | ------------------------------------------- | -------------------------------------- |
| 1982 | Gakuto Retsuden — Motoka Murakami | Yōkihi-den — Suzue Miuchi                   | Karyūdo no Seiza — Machiko Satonaka    |
| 1983 | The Kabocha Wine — Mitsuru Miura  | Hi Izuru Tokoro no Tenshi — Ryoko Yamagishi | P.S. Genki Desu, Shunpei — Fumi Saimon |
| 1984 | Batsu & Terī — Yasuichi Ōshima    | Lady Love — Hiromu Ono                      | Akira — Katsuhiro Otomo                |

#### 1985 - 2002
| Año  | Shōnen                                                 | Shōjo                                               | General                                       | Especial                                 |
| ---- | ------------------------------------------------------ | --------------------------------------------------- | --------------------------------------------- | ---------------------------------------- |
| 1985 | Bari Bari Densetsu — Shuichi Shigeno                   | n/a                                                 | Okashina Futari — Jūzō Yamasaki, Kei Sadayasu | Tezuka Osamu manga zenshū — Osamu Tezuka |
| 1985 | Bari Bari Densetsu — Shuichi Shigeno                   | n/a                                                 | Mahiro Taiken — Naomi Nishi                   | Tezuka Osamu manga zenshū — Osamu Tezuka |
| 1986 | Koraro Makaritoru — Tatsuya Hiruta                     | Yūkan Club — Yukari Ichijō                          | Adolf —Osamu Tezuka                           | n/a                                      |
| 1986 | Koraro Makaritoru — Tatsuya Hiruta                     | Yūkan Club — Yukari Ichijō                          | What's Michael? — Makoto Kobayashi            | n/a                                      |
| 1987 | Ironfist Chinmi — Takeshi Maekawa                      | Nana Iro Majikku — Yū Asagiri                       | Actor — Kaiji Kawaguchi                       | n/a                                      |
| 1988 | Mister Ajikko — Daisuke Terasawa                       | Junjō Crazy Fruits — Akemi Matsunae                 | Bonobono — Mikio Igarashi                     | n/a                                      |
| 1988 | Mister Ajikko — Daisuke Terasawa                       | Junjō Crazy Fruits — Akemi Matsunae                 | Be-Bop High School — Kazuhiro Kiuchi          | n/a                                      |
| 1989 | Meimon! Daisan Yakyūbu — Toshiyuki Mutsu               | 'Chibi Maruko-chan — Momoko Sakura                  | Shōwa-shi — Shigeru Mizuki                    | n/a                                      |
| 1989 | Meimon! Daisan Yakyūbu — Toshiyuki Mutsu               | Shiratori Reiko de Gozaimasu! — Yumiko Suzuki       | Shōwa-shi — Shigeru Mizuki                    | n/a                                      |
| 1990 | Shura no Mon — Masatoshi Kawahara                      | Pride — Naka Marimura                               | The Silent Service — Kaiji Kawaguchi          | n/a                                      |
| 1990 | Shura no Mon — Masatoshi Kawahara                      | Pride — Naka Marimura                               | Gorillaman — Harold Sakuishi                  | n/a                                      |
| 1991 | 'Hajime no Ippo — George Murakawa                      | Eien no Nohara — Mieko Ōsaka                        | Kachō Kōsaku Shima — Kenshi Hirokane          | n/a                                      |
| 1991 | 'Hajime no Ippo — George Murakawa                      | Eien no Nohara — Mieko Ōsaka                        | Waru — Jun Fukami                             | n/a                                      |
| 1992 | Kaze Hikaru: Koshien — Sanbachi Kawa, Tarō Nami        | Uchi no Mama ga iu Koto ni wa — Mariko Iwadate      | Naniwa Kin'yūdō —Yūji Aoki                    | n/a                                      |
| 1993 | 3x3 Ojos — Yuzo Takada                                 | 'Sailor Moon — Naoko Takeuchi                       | Parasyte — Hitoshi Iwaaki                     | n/a                                      |
| 1994 | Shoot! — Tsukasa Ōshima                                | Kimi no te ga Sasayaite iru — Junko Karube          | Tetsujin Ganma — Yasuhito Yamamoto            | n/a                                      |
| 1995 | Kinda'ichi Case Files — Yōsaburō Kanari, Fumiya Sato   | Sekai de Ichiban Yasashii Ongaku —Mari Ozawa        | Handa Shonen-shi —Makoto Isshiki              | n/a                                      |
| 1996 | Shōta no Sushi — Daisuke Terasawa                      | Tennen Kokekkō — Fusako Kuramochi                   | Ping-Pong Club — Minoru Furuya                | n/a                                      |
| 1997 | Ryūrōden — Yoshito Yamahara                            | Yakumo Tatsu (Eight Clouds Rising) — Natsumi Itsuki | 'Dragon Head — Minetaro Mochizuki             | n/a                                      |
| 1998 | Great Teacher Onizuka — Tooru Fujisawa                 | Kodomo no Omocha — Miho Obana                       | Tobaku Mokushiroku Kaji — Nobuyuki Fukumoto   | n/a                                      |
| 1998 | Great Teacher Onizuka — Tooru Fujisawa                 | Kodomo no Omocha — Miho Obana                       | 'Sōten Kōro — King Gonta                      | n/a                                      |
| 1999 | Chameleon — Atsushi Kase                               | Peach Girl — Miwa Ueda                              | 'Wangan Midnight — Michiharu Kusunoki         | n/a                                      |
| 2000 | Legendary Gambler Tetsuya — Fūmei Sai, Yasushi Hoshino | Guru Guru Pon-chan — Satomi Ikzawa                  | Vagabond — Eiji Yoshikawa, Takehiko Inoue     | n/a                                      |
| 2001 | Love Hina —Ken Akamatsu                                | Fruits Basket — Natsuki Takaya                      | 20th Century Boys — Naoki Urasawa             | n/a                                      |
| 2002 | Naruto — Masashi Kishimoto                             | 'Antique Bakery — Fumi Yoshinaga                    | Zipang — Kaiji Kawaguchi                      | n/a                                      |
| 2002 | Beck — Harold Sakuishi                                 | 'Antique Bakery — Fumi Yoshinaga                    | Zipang — Kaiji Kawaguchi                      | n/a                                      |

#### 2003 - 2014
| Año  | Infantil                                                                              | Shōnen                                                 | Shōjo                                                        | General                                                            | Especial      |
| ---- | ------------------------------------------------------------------------------------- | ------------------------------------------------------ | ------------------------------------------------------------ | ------------------------------------------------------------------ | ------------- |
| 2003 | Mirmo! — Hiromu Shinozuka                                                             | Kunimitsu no Matsuri — Yūma Andō, Masashi Asaki        | 'Honey and Clover — Chika Umino                              | The Life of the Genius Professor Yanagizawa — Kazumi Yamashita\|   | n/a           |
| 2003 | Mirmo! — Hiromu Shinozuka                                                             | Kunimitsu no Matsuri — Yūma Andō, Masashi Asaki        | Tramps Like Us — Yayoi Ogawa                                 | The Life of the Genius Professor Yanagizawa — Kazumi Yamashita\|   | n/a           |
| 2004 | Ultra Ninja Scrolls — Kazuhiko                                                        | Shana Ō Yoshitsune —Hirofumi Sawada                    | Nodame Cantabile — Tomoko Ninomiya                           | 'Basilisk: The Kouga Ninja Scrolls, — Fūtarō Yamada, Masaki Segawa | n/a           |
| 2005 | 'Sugar Sugar Rune — Moyoco Anno                                                       | Capeta — Masahito Soda                                 | Oi Pītan!! — Risa Itō                                        | Dragon Zakura — Mita Norifusa                                      | n/a           |
| 2005 | 'Sugar Sugar Rune — Moyoco Anno                                                       | Capeta — Masahito Soda                                 | A Perfect Day for Love Letters — George Asakura              | Dragon Zakura — Mita Norifusa                                      | n/a           |
| 2006 | Kitchen Princess — Miyuki Kobayashi, Natsumi Andō                                     | 'Air Gear, Oh! Great                                   | Life — Keiko Suenobu                                         | Mushishi — Yuki Urushibara                                         | n/a           |
| 2007 | Tenshi no Frypan — Etsushi Ogawa                                                      | Sayonara Zetsubō Sensei —Kōji Kumeta                   | I.S. — Chiyo Rokuhana                                        | Ōkiku Furikabutte — Asa Higuchi                                    | n/a           |
| 2007 | Tenshi no Frypan — Etsushi Ogawa                                                      | Dear Boys: Act 2 — Hiroki Yagami                       | I.S. — Chiyo Rokuhana                                        | Ōkiku Furikabutte — Asa Higuchi                                    | n/a           |
| 2008 | 'Shugo Chara! — PEACH-PIT                                                             | Saikyō! Toritsu Aoizaka Kōkō Yakyūbu — Motoyuki Tanaka | Kimi ni Todoke — Karuho Shiina                               | Moyashimon — Masayuki Ishikawa                                     | n/a           |
| 2009 | Meitantei Yumemizu Kiyoshirō Jiken Note — Kaoru Hayamine (historia) y Kei Enue (arte) | Q.E.D. ~Shomei Shuryo~ —Motohiro Katou                 | Kiyoku Yawaku — Ryo Ikuemi                                   | Aa! Megami-sama — Kōsuke Fujishima                                 | Tetsuya Chiba |
| 2009 | Meitantei Yumemizu Kiyoshirō Jiken Note — Kaoru Hayamine (historia) y Kei Enue (arte) | Fairy Tail — Hiro Mashima                              | Kiyoku Yawaku — Ryo Ikuemi                                   | Aa! Megami-sama — Kōsuke Fujishima                                 | Tetsuya Chiba |
| 2010 | Inazuma Eleven — Tenya Yabuno                                                         | Daiya no Ace — Yūji Terajima                           | Kuragehime — Akiko Higashimura                               | Giant Killing — Masaya Tsunamoto (historia) y Tsujitomo (arte)     | n/a           |
| 2011 | Honto ni Atta! Reibai-Sensei — Hidekichi Matsumoto                                    | Shingeki no Kyojin — Hajime Isayama                    | Chihayafuru — Yuki Suetsugu                                  | Sangatsu no Lion — Chika Umino                                     | n/a           |
| 2011 | Honto ni Atta! Reibai-Sensei — Hidekichi Matsumoto                                    | Shingeki no Kyojin — Hajime Isayama                    | Chihayafuru — Yuki Suetsugu                                  | Uchū Kyōdai — Chūya Koyama                                         | n/a           |
| 2012 | Watashi ni xx Shinasai! — Ema Toyama                                                  | Mashiro no Oto — Marimo Ragawa                         | Shitsuren Chocolatier — Setona Mizushiro                     | Vinland Saga — Makoto Yukimura                                     | n/a           |
| 2013 | Dōbutsu no Kuni — Makoto Raiku                                                        | Shigatsu wa Kimi no Uso —Naoshi Arakawa                | Ore Monogatari!! — Kazune Kawahara (historia) y Aruko (arte) | Gurazeni — Yūji Moritaka (historia) y Keiji Adachi (arte)          | n/a           |
| 2013 | Dōbutsu no Kuni — Makoto Raiku                                                        | Shigatsu wa Kimi no Uso —Naoshi Arakawa                | Ore Monogatari!! — Kazune Kawahara (historia) y Aruko (arte) | Prison School — Akira Hiramoto                                     | n/a           |
| 2014 | 'Yo-Kai Watch — Noriyuki Konishi                                                      | Baby Steps — Hikaru Katsuki                            | Taiyō no Ie — Taamo                                          | 'Shōwa Genroku Rakugo Shinjū, — Haruko Kumota                      | n/a           |

#### 2015 - presente
| Año  | Shōnen                                         | Shōjo                                             | General                                                                | Especial                             |
| ---- | ---------------------------------------------- | ------------------------------------------------- | ---------------------------------------------------------------------- | ------------------------------------ |
| 2015 | Nanatsu no Taizai — Nakaba Suzuki              | Nigeru wa Haji da ga Yaku ni Tatsu —Tsunami Umino | Sidonia no Kishi — Tsutomu Nihei                                       | 'Cooking Papa — Tochi Ueyama         |
| 2015 | Yowamushi Pedal — Wataru Watanabe              | Nigeru wa Haji da ga Yaku ni Tatsu —Tsunami Umino | Sidonia no Kishi — Tsutomu Nihei                                       | 'Cooking Papa — Tochi Ueyama         |
| 2016 | DAYS — Tsuyoshi Yasuda                         | Watashi ga Motete Dōsunda — Junko                 | Kōnodori — Yū Suzunoki                                                 | n/a                                  |
| 2017 | Shōkoku no Altair — Kotono Katou               | P to JK — Maki Miyoshi                            | The Fable — Katsuhisa Minami                                           | n/a                                  |
| 2018 | BEASTARS — Paru Itagaki                        | Tōmei na Yurikago — Bakka Okita                   | Sanju Mariko — Yuki Ozawa                                              | n/a                                  |
| 2018 | BEASTARS — Paru Itagaki                        | Tōmei na Yurikago — Bakka Okita                   | Fragile Byōrii Kishi Keiichirō no Shoken — Saburō Megumi, Bin Kusamizu | n/a                                  |
| 2019 | Gotōbun no Hanayome — Negi Haruba              | Perfect World — Rie Aruga                         | Kinō Nani Tabeta? — Fumi Yoshinaga                                     | Kosaku Shima Serie — Kenshi Hirokane |
| 2019 | Fumetsu no Anata e — Yoshitoki Ōima            | Perfect World — Rie Aruga                         | Kinō Nani Tabeta? — Fumi Yoshinaga                                     | Hajime no Ippo — George Morikawa     |
| 2020 | Tokyo Revengers - Ken Wakui                    | Boku to Kimi no Taisetsu na Hanashi - Robico      | Blue Period - Tsubasa Yamaguchi                                        | n/a                                  |
| 2021 | Blue Lock - Muneyuki Kaneshiro e Yūsuke Nomura | Hananoi-kun to Koi no Yamai - Megumi Morino       | Yuria-sensei no Akai Ito - Kiwa Irie                                   | n/a                                  |
| 2022 | Tensei Shitara Slime Datta Ken - Fuse          | Hoshifuru Ōkoku no Nina - Rikachi                 | Hakozume: Kōban Joshi no Gyakushū - Miko Yasu                          | n/a                                  |
| 2023 | Shangri-La Frontier - Katarina                 | My Girlfriend's Child - Mamoru Aoi                | Skip to Loafer - Misaki Takamatsu                                      | n/a                                  |